# ゲルマニステン
ゲルマニステン（独:Germanisten）とは、本来はゲルマン法をはじめとするゲルマン民族固有の言語・文化の研究家の意味で用いられ、更に19世紀のドイツ歴史法学の中ではゲルマン法をドイツにおける自然法とみなして法思想の中心に置く考え方、及びこれを支持する学者を指す。今日では後者の方法で用いられることが多い。単数形はゲルマニスト。カール・フリードリヒ・アイヒホルンやオットー・フォン・ギールケ、ヤーコプ・グリム、カール・フォン・アーミラなどが代表的な研究家として知られている。

## 解説
歴史法学においては、法の歴史性と民族性を強調した。だが、歴史法学創設の中心人物であったフリードリヒ・カール・フォン・サヴィニーは、当時において歴史上唯一のドイツ統一国家であった神聖ローマ帝国がローマ法を継受し法制としたという事実を重視して、ローマ法を重んじた。そのため、ロマニステンと呼ばれた。
これに対して、ゲルマニステンは、ローマ法の継受こそがドイツ民族＝ゲルマン民族固有の法制度を破壊した元凶であるとしてこれを非難して、ドイツ民族固有の法はゲルマン法以外にあり得ないと主張した。これに加えて、サヴィニーがプロイセン政府の一員としてウィーン体制による自由主義・ナショナリズムの抑圧に加担しているとする政治的な不満も加わって、対立はエスカレートし、1843年にゲオルク・ベーゼラーが『民衆法と法曹法（Volksrecht und Juristenrecht）』でサヴィニーらロマニステンの法研究を民衆から乖離した法であると糾弾してから、「自由民を主体とするゲルマン民族社会＝自由主義を中核としたドイツ民族国家」という構図が描かれることによって一気にゲルマニステンを支持する動きが高まり、1846年にはサヴィニーの故郷であるフランクフルトで初のゲルマニステン集会（de:Germanistentag）を開催してその勢いを示し、1848年革命が始まるとフランクフルト国民議会を支持してドイツ統一の必要性を主張した。
だが、ゲルマン法にはローマ法のローマ法大全に相当するような典拠となる法典・文献が無かったこと、ゲルマン法は中世以後地方慣習法に留まって19世紀のゲルマニステン台頭に至るまで大規模な法典編纂や研究が無く、近代以前の状態で停滞してしまっていた。そのためロマニステンが中世以後のローマ法の研究成果を受け、近代においてもなおこれを近代社会にあった形で実社会に適応させようとするパンデクテン法学に発展したのに対して、ゲルマニステンは実社会への適応の面でロマニステンに遅れを取ってしまった。
ゲルマニステンの流れの一部は19世紀末から20世紀にかけてローマ法に歪められた（と主張された）近代・現代社会への懐疑・否定につながり、ナチズムに奉仕する「ゲルマン法学」へと転化する動きが生まれたために第二次世界大戦後にはゲルマン法そのものへの疑義を挟む動きも生じた。
それでもドイツ民法学の成立において、ゲルマニステンの主張は一定の反映を見、今日のドイツ法にも影響を残している。また、法制史の研究をも促した。